# 방배선행길
방배선행길(Bangbaesunhaeng-gil)은 서울특별시 서초구 방배동에 있는 서울특별시도로, 총 연장은 576m이다. 도로의 이름이 유래된 것은 과천대로에서 분기되어 일련 번호 방식의 도로명을 부여하였기 때문이다.

## 역사
- 2011년 6월 30일 : 도로명으로 방배선행길을 고시

## 주요 경유지
- 서초구
  - 방배2동

## 접촉하는 도로
- 과천대로

## 주요 건물 및 시설
- 방배우성아파트 (방배선행길 1/방배동 2525)
- 방배래미안아파트 (방배선행길 2/방배동 2626)
- 방배래미안아파트 상가 (방배선행길 8/방배동 2626-1)
- 한국기동교장로회 이수중앙교회 (방배선행길 9/방배동 512-1)
- 덕진금속 (방배선행길 14/방배동 511-68)
- 에덴종탑 (방배선행길 29/방배동 511-17)